# Etnobotanika
Etnobotanika je studium vztahů mezi rostlinami a lidmi. Studuje použití rostlin v různých lidských kulturách. Zajímá se o to, jak byly či jsou rostliny užívány, zpracovány a vnímány v lidských společnostech. Zahrnuje rostliny používané jako pokrm, lék, jed, k prorokování budoucnosti a k mnoha dalším účelům.
Jedním z předních světových etnobotaniků byl ředitel Botanického muzea Harvardovy Univerzity v Cambridge v USA Richard Evans Schultes, který se věnoval především studiu jedovatých, halucinogenních a léčivých rostlin.
Součástí etnobotaniky je též ekonomická botanika, která se zabývá identifikací potenciálních produktů na základě poznatků etnobotaniky a jejich následné zpeněžování.